# Престъпност
[[File:Homicide-world.png|мини|400px|
{{legend-shell|lang=|title=Ниво на умишлените убийства по страни през 2010 г.
|
| 0 – 1 | 1 – 2 | 2 – 5 | 5 – 10 | 10 – 20 | >20 |

Ниво на умишлените убийства по страни през 2010 г. на 100 000 души]]
Престъпност е исторически променящото се социално и правово явление, представляващо система от престъпления, извършени на определена територия в определен период от време. За престъпност може да се говори само след възникване на правото.
Във всички човешки общества и във всички исторически периоди е съществувала престъпност. Поради динамичните промени някои обществени деяния днес се считат за престъпления (а не са съществували в миналото, например монополизирането на пазара или интернетните престъпления), докато други престават да бъдат престъпления – например изневярата. Съществуват и разлики в законодателствата на отделните страни.
Причините и условията за увеличаване или намаляване на престъпността носят социален характер. Основната и най-съществена част на престъпността е престъплението, което е обществено опасно явление.